# David Lindsay-Abaire
David Lindsay-Abaire (* 30. November 1969 in Boston, Massachusetts) ist ein US-amerikanischer Drehbuchautor und Dramatiker, der 2007 für sein Theaterstück Rabbit Hole den Pulitzer-Preis für Theater verliehen bekam.

## Leben
Lindsay-Abaire studierte nach dem Schulbesuch am Sarah Lawrence College und der Juilliard School. Nach Abschluss seiner Studien begann er seine Tätigkeit als Dramatiker und veröffentlichte mit Fuddy Meers 1998 sein erstes Bühnenwerk, dem zahlreiche weitere Stücke folgten.
Für sein Theaterstück Rabbit Hole erhielt er 2007 den Pulitzer-Preis für Theater.
Darüber hinaus wurde er beim Tony Awards 2009 für das Musical Shrek – The Musical zweimal nominiert und zwar zum einen in der Kategorie Bestes Musical sowie zum anderen mit der Komponistin Jeanine Tesori in der Kategorie Beste Originalmusik.
Daneben begann er 2005 auch als Drehbuchautor zu arbeiten und verfasste mit dem Drehbuch zu Robots sein Debüt in dieser Kategorie. Er schrieb auch das Drehbuch zu dem nach dem gleichnamigen Roman von Cornelia Funke unter der Regie von Iain Softley entstandenen Film Tintenherz (2008).
Zusammen mit Jeanine Tesori schrieb er auch das Drehbuch zu dem 2010 von Tom McGrath inszenierten CGI-Animationsfilm Megamind. 2010 erfolgte eine Verfilmung von Rabbit Hole durch Regisseur John Cameron Mitchell mit Nicole Kidman und Aaron Eckhart in den Hauptrollen.
2015 erschien der Horrorfilm Poltergeist, für den er das Drehbuch verfasste.

## Dramen
- 1998: Fuddy Meers
- 1998: Snow Angel
- 1999: Dotting and Dashing
- 1999: How We Talk In South Boston
- 2000: A Devil Inside
- 2000: Kimberly Akimbo
- 2001: Wonder Of The World
- 2002: History Lesson
- 2002: Snapshot
- 2006: Baby Food
- 2006: High Fidelity
- 2006: Rabbit Hole
- 2007: Crazy Eights
- 2008: Shrek – The Musical
- 2007: That Other Person
- 2011: Good People